# کوبیلا ناد ویدناوکوو
کوبیلا ناد ویدناوکوو (به چکی: Kobylá nad Vidnavkou) یک منطقهٔ مسکونی در جمهوری چک است که در ناحیه یسنیک واقع شده‌است. کوبیلا ناد ویدناوکوو ۱۰٫۸۲ کیلومتر مربع مساحت و ۴۱۸ نفر جمعیت دارد و ۲۹۰ متر بالاتر از سطح دریا واقع شده‌است.